# أندرو مكاي
أندرو مكاي (بالإنجليزية: Andrew McKay)‏ هو لاعب كرة قدم أسترالية وطبيب بيطري أسترالي، ولد في 14 يوليو 1970.

## وصلات خارجية
- أندرو مكاي على موقع AustralianFootball.com (الإنجليزية)
- أندرو مكاي على موقع AFLtables.com (الإنجليزية)